# منتخب غواتيمالا لكرة السلة
منتخب غواتيمالا لكرة السلة هو ممثل غواتيمالا الرسمي في المنافسات الدولية في كرة السلة. ينتمي إلى منطقة اتحاد الأمريكتين لكرة السلة. انضم إلى الاتحاد الدولي لكرة السلة في عام 1949.